# Lijst van personen uit Sacramento (Californië)
Deze lijst van personen uit Sacramento (Californië) betreft bekende personen die in de Amerikaanse stad Sacramento zijn geboren, hebben gewoond.

## Geboren in Sacramento

### 1880–1899
- E.W. Kemble (1861–1933), illustrator
- Ray Collins (1889–1965), acteur
- Henry Hathaway (1898–1985), filmregisseur

### 1900–1939
- Robert Kiesel (1911-1993), atleet
- Ray Eames (1912-1988), artiest, ontwerper, architect en filmregisseur
- Joan Didion (1934-2021), auteur
- Mel Ramos (1935-2018), kunstschilder
- Anthony Kennedy (1936), jurist en rechter van het Hooggerechtshof van de Verenigde Staten
- Sab Shimono (1937), acteur

### 1940–1949

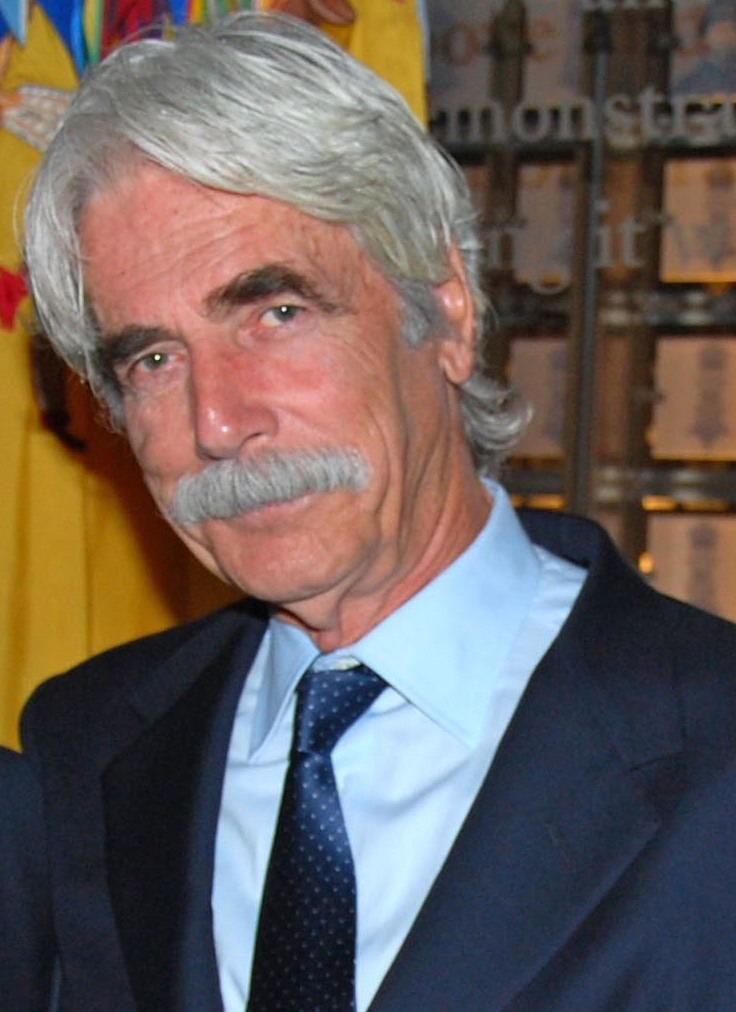
Acteur Sam Elliott (1944)

- Roger Fouts (1943), hoogleraar psychologie
- Sam Elliott (1944), acteur
- Adrienne Barbeau (1945), actrice en zangeres
- Michael Coats (1946), astronaut
- Gerald Armond (1946–2002), seriemoordenaar
- Frank Silva (1949–1995), filmmedewerker en acteur

### 1950–1959
- Richard Trenton Chase (1950–1980), seriemoordenaar, necrofiel en kannibaal
- Stephen Robinson (1955), astronaut
- Charlene Williams Adell Gallego (1956), seriemoordenaar
- Xavier Becerra (1958), jurist en politicus

### 1960–1969

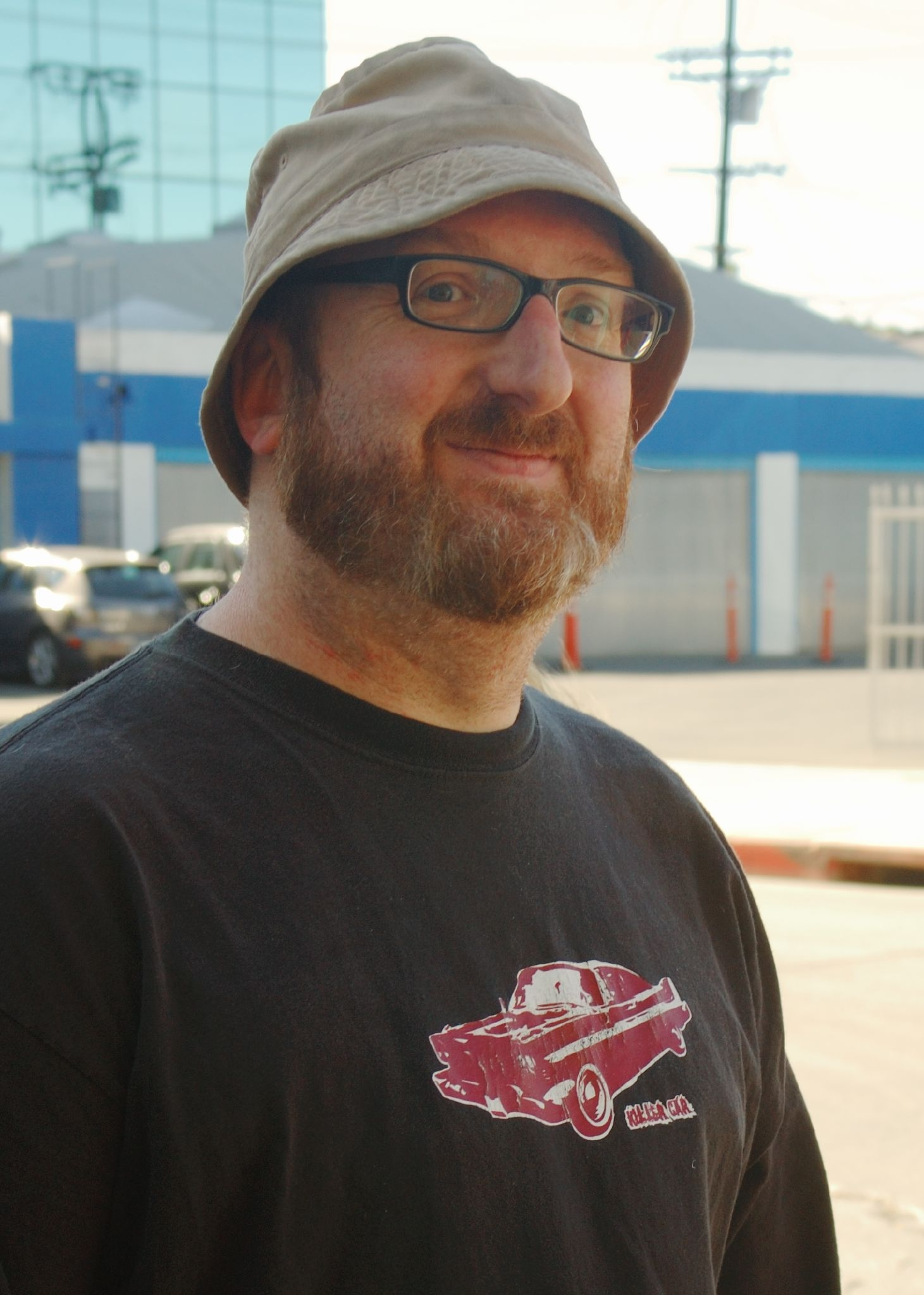
Acteur Brian Posehn (1966)

- Daniel Johnston (1961-2019), muzikant en illustrator
- Norman Alvis (1963), wielrenner
- Karen Moncrieff (1963), actrice en regisseuse
- Kevin Sutherland (1964), golfprofessional
- Patty Fendick (1965), tennisspeelster
- Rodney King (1965–2012), taxichauffeur
- Brian Posehn (1966), acteur, komiek en scenarioschrijver
- Shelly Stokes (1967), softbalster

### 1970–1979

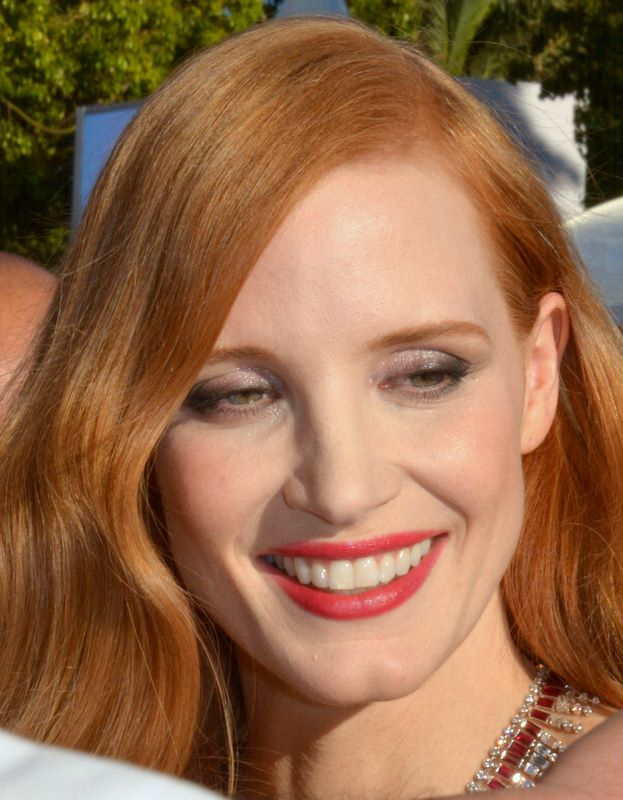
Actrice Jessica Chastain (1977)

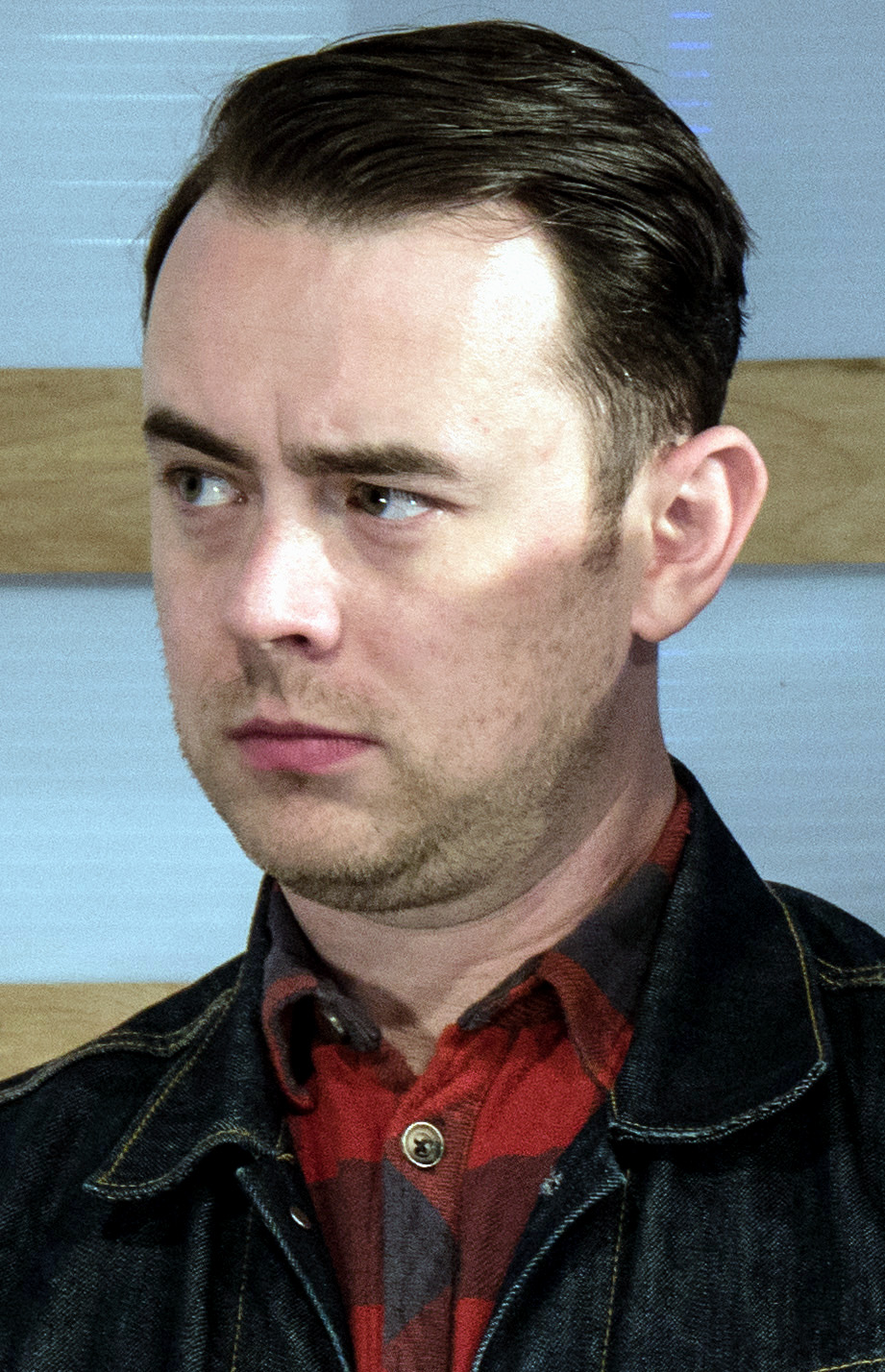
Acteur Colin Hanks (1977)

- Stephen Carpenter (1970), gitarist bij de Deftones
- Merrin Dungey (1971), actrice
- Dalton James (1971), acteur en golfer
- Waleed Zuaiter (1971), acteur en filmproducent
- Chino Moreno (1972), muzikant bij de Deftones
- Derek Miles (1972), polsstokhoogspringer
- C-Bo (1974), rapper
- Brian Lewis (1974), sprinter
- Sam Doumit (1975), actrice
- John Lloyd Young (1975), acteur en zanger
- Jessica Chastain (1977), actrice
- Colin Hanks (1977), televisie- en filmacteur
- Joey Hand (1979), autocoureur
- Kate Levering (1979), actrice

### 1980–1999

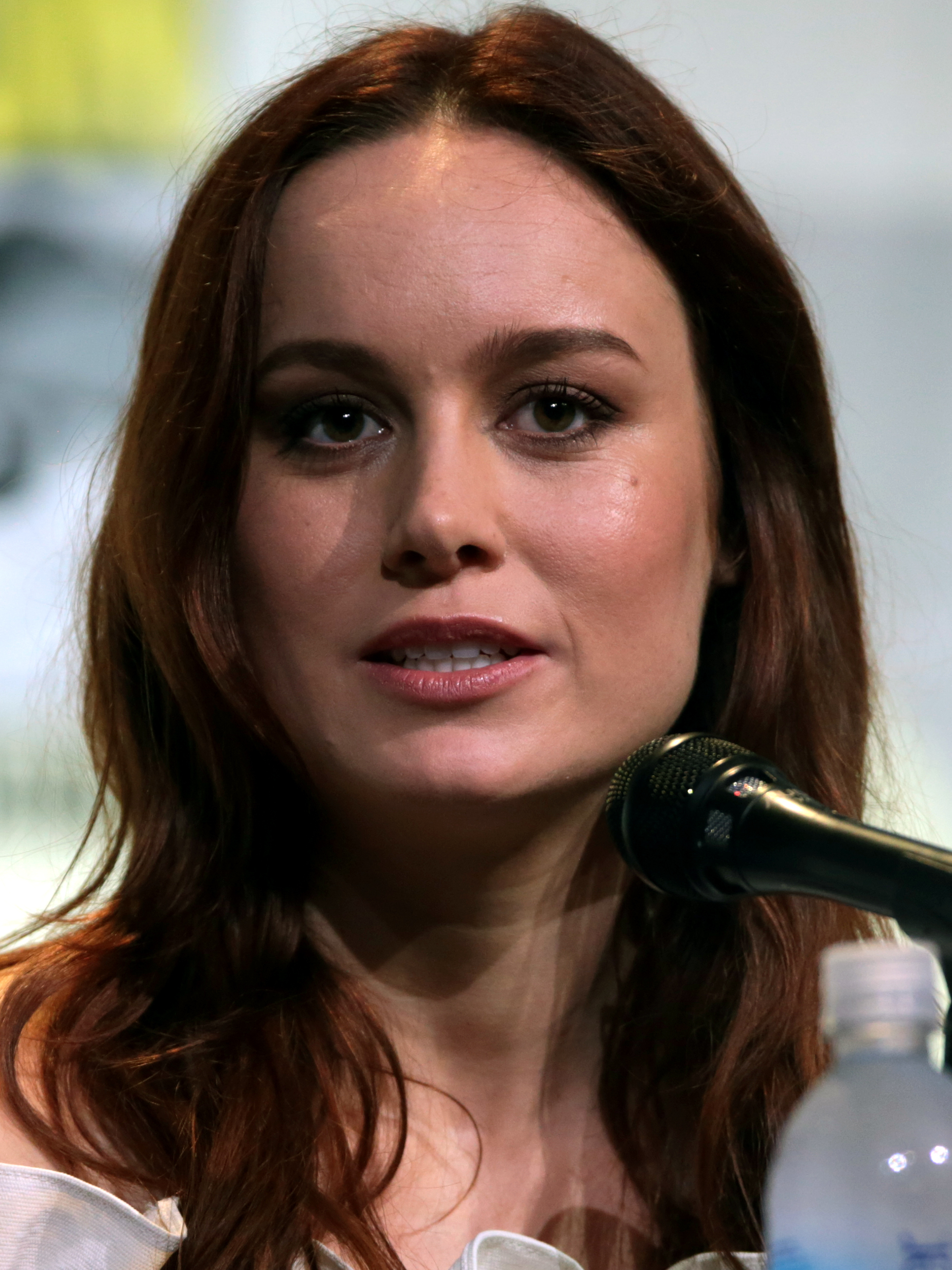
Actrice Brie Larson (1989)

- Christina Fusano (1980), tennisspeelster
- Matt L. Jones (1981), acteur, stemacteur en komiek
- Danielle Moné Truitt (1981), actrice
- Nick Watney (1981), golfer
- Julie Kagawa (1982), schrijfster
- Greta Gerwig (1983), actrice, scenarioschrijver en filmregisseur
- Nathalie Gulbis (1983), golfprofessional
- Amanda Fuller (1984), actrice
- Zachary Browne (1985), voormalig jeugdacteur
- Kayden Kross (1985), pornoactrice
- Apollo Crews (1987), worstelaar
- Ryan Anderson (1988), basketbalspeler
- Chris Barton (1988), wielrenner
- Matt Braly (1988), Televisieproducent
- Miguel Ángel Ponce (1989), Mexicaans voetballer
- Brie Larson (1989), actrice
- Bryan Clauson (1989–2016), autocoureur
- Ryan Hollingshead (1991), voetballer
- Virginia Gardner (1995), actrice

## Woonachtig geweest
- Amanda Blake (1929–1989), actrice
- Bob Wilkins (1932–2009), televisiepersoonlijkheid
- Sasha Grey (1988), (porno)actrice, auteur

## Muziekgroep
- Groovie Ghoulies (1983–2007), punkrockband
- Tesla (1984), hardrockband
- Deftones (1988), rockband
- Hippie Sabotage (2005), producerduo
- Middle Class Rut (2006), rockband
- Death Grips (2010), experimenteel hiphoptrio